# لوكوموتيف لايبزيغ
نادي لوكوموتيف لايبزيغ لكرة القدم (بالألمانية: 1. FC Lokomotive Leipzig) هو نادي كرة قدم ألماني يقع مقره في مدينة لايبزيغ. تأسس بتاريخ 11 نوفمبر 1893 وكان يُعرف باسم في إف بي لايبزيغ (بالألمانية: VfB Leipzig)، وفي عام 1966 تغير اسمه إلى الاسم الحالي لوكوموتيف لايبزيغ. يلعب الآن في الدوري المحلي.
يعتبر لوكوموتيف لايبزيغ هو أول فائز ببطولة الدوري الألماني عام 1903 بالإضافة إلى عامي 1906 و1913. كما حل وصيفاً في كأس الكؤوس الأوروبية في عام 1987 بعد خسارته أمام أياكس أمستردام الهولندي 0-1.

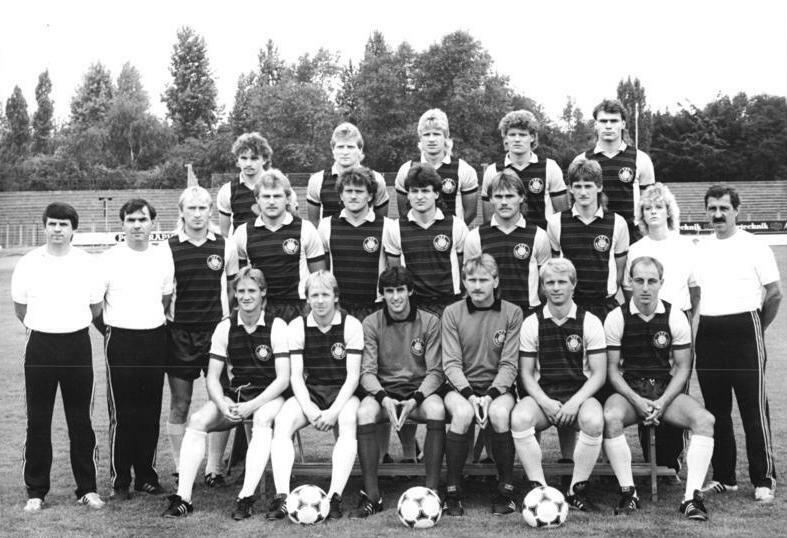
صورة للاعبي الفريق عام 1988